# Charles Spencer, VI conte Spencer
Charles Robert Spencer, VI conte Spencer (St. James's, 30 ottobre 1857 – St. James's, 26 settembre 1922), è stato un politico liberale inglese ed un membro del Consiglio Privato della corona britannica e bisnonno della Principessa Diana Spencer.

## Biografia

### Infanzia ed educazione
Charles Spencer nacque a St. James's, era il figlio di Frederick Spencer, IV conte Spencer, e della sua seconda moglie, Adelaide Seymour, figlia di Horace Beauchamp Seymour e nipote di Lord Hugh Seymour venne battezzato nella chiesa di San Giacomo, presso Westminster venne educato ad Harrow e al Trinity College.

### Matrimonio
Il 23 luglio 1887, sposò Margaret Baring (14 dicembre 1868–4 luglio 1906), figlia di Edward Charles Baring, I barone Revelstoke nella chiesa di San Giacomo, a Piccadilly. Ebbero sei figli.

### Carriera politica
Spencer rappresentò la costituente del Parlamento del Northamptonshire del Nord (1880-1885) e del Northamptonshire del Centro (1885-1895 e 1900-1905). Nel 1898 contestò la costituente di Hertford. Fu Groom in waiting della Regina Vittoria dal febbraio al giugno del 1886, Vice-Ciambellano del Regno d'Inghilterra (1892-1895) e Consigliere Privato dal 1892. Tra il 1900 ed il 1905 si iscrisse nel Liberal Party. Il 19 dicembre 1905, ricevette il titolo di Visconte di Althorp, divenendo anche Lord Ciambellano (nel frattempo suo fratello maggiore ricopriva ancora la carica di Conte Spencer). Dal 1908 divenne Lord Luogotenente del Northamptonshire.
Il 13 agosto 1910, succedette al fratello, deceduto senza eredi.
Fu colonnello onorario del 4th Volunteer Battalion, Northamptonshire Regiment.

### Morte
Lord Spencer morì nel settembre 1922 nella sua casa di St. James's Palace, a Londra, all'età di 64 anni. Fu sepolto accanto a sua moglie a Saint Mary the Virgin with St John Churchyard, Great Brington, Northamptonshire.

## Discendenza
Dal matrimonio tra Lord Spencer e Margaret Baring nacquero:
- Adelaide Margaret Delia (26 giugno 1889-1981)[10], sposò Sidney Peel, non ebbero figli;
- Albert Edward John Spencer, VII conte Spencer (23 maggio 1892-9 giugno 1975);
- Cecil Edward Robert (20 maggio 1894-14 febbraio 1928);
- Lavinia Emily (29 settembre 1899-9 maggio 1955)[11], sposò Luke Henry White, IV barone Annaly, ebbero due figli;
- George Charles (15 agosto 1903-1982), sposò in prime nozze Barbara Blumenthal, ebbero due figli, e in seconde nozze Kathleen Henderson, non ebbero figli;
- Alexandra Margaret Elizabeth (4 luglio 1906-26 maggio 1996)[12], sposò Henry Douglas-Home, ebbero tre figli.

## Ascendenza
|                                     |                   |                                                | Genitori                              |  |  | Nonni |  |  | Bisnonni                      |  |  | Trisnonni    |  |
|                                     |                   |                                                |                                       |  |  |       |  |  | John Spencer, I conte Spencer |  |  | John Spencer |  |
|                                     |                   |                                                |                                       |  |  |       |  |  | John Spencer, I conte Spencer |  |  | John Spencer |  |
|                                     |                   | Georgiana Carolina Carteret                    |                                       |  |  |       |  |  | John Spencer, I conte Spencer |  |  |              |  |
| George Spencer, II conte Spencer    |                   |                                                |                                       |  |  |       |  |  | John Spencer, I conte Spencer |  |  |              |  |
|                                     |                   | Margaret Poyntz                                | Stephen Poyntz                        |  |  |       |  |  |                               |  |  |              |  |
|                                     |                   | Margaret Poyntz                                | Stephen Poyntz                        |  |  |       |  |  |                               |  |  |              |  |
|                                     |                   | Margaret Poyntz                                | Anna Maria Mordaunt                   |  |  |       |  |  |                               |  |  |              |  |
| Frederick Spencer, IV conte Spencer |                   | Margaret Poyntz                                |                                       |  |  |       |  |  |                               |  |  |              |  |
|                                     |                   | Charles Bingham, I conte di Lucan              | Sir John Bingham, V baronetto         |  |  |       |  |  |                               |  |  |              |  |
|                                     |                   | Charles Bingham, I conte di Lucan              | Sir John Bingham, V baronetto         |  |  |       |  |  |                               |  |  |              |  |
|                                     |                   | Charles Bingham, I conte di Lucan              | Anne Vesey                            |  |  |       |  |  |                               |  |  |              |  |
| Lady Lavinia Bingham                |                   | Charles Bingham, I conte di Lucan              |                                       |  |  |       |  |  |                               |  |  |              |  |
|                                     |                   | Margaret Smith                                 | Sir James Smith                       |  |  |       |  |  |                               |  |  |              |  |
|                                     |                   | Margaret Smith                                 | Sir James Smith                       |  |  |       |  |  |                               |  |  |              |  |
|                                     |                   | Margaret Smith                                 | Grace Dyke                            |  |  |       |  |  |                               |  |  |              |  |
| Charles Spencer, VI conte Spencer   |                   | Margaret Smith                                 |                                       |  |  |       |  |  |                               |  |  |              |  |
|                                     | Lord Hugh Seymour | Francis Seymour-Conway, I marchese di Hertford |                                       |  |  |       |  |  |                               |  |  |              |  |
|                                     | Lord Hugh Seymour | Francis Seymour-Conway, I marchese di Hertford |                                       |  |  |       |  |  |                               |  |  |              |  |
|                                     | Lord Hugh Seymour | Lady Isabella Fitzroy                          |                                       |  |  |       |  |  |                               |  |  |              |  |
| Sir Horace Beauchamp Seymour        | Lord Hugh Seymour |                                                |                                       |  |  |       |  |  |                               |  |  |              |  |
|                                     |                   | Lady Anne Horatia Waldegrave                   | James Waldegrave, II conte Waldegrave |  |  |       |  |  |                               |  |  |              |  |
|                                     |                   | Lady Anne Horatia Waldegrave                   | James Waldegrave, II conte Waldegrave |  |  |       |  |  |                               |  |  |              |  |
|                                     |                   | Lady Anne Horatia Waldegrave                   | Mary Walpole                          |  |  |       |  |  |                               |  |  |              |  |
| Adelaide Horatia Seymour            |                   | Lady Anne Horatia Waldegrave                   |                                       |  |  |       |  |  |                               |  |  |              |  |
|                                     |                   | Sir Lawrence Palk, II baronetto                | Sir Robert Palk, I baronetto          |  |  |       |  |  |                               |  |  |              |  |
|                                     |                   | Sir Lawrence Palk, II baronetto                | Sir Robert Palk, I baronetto          |  |  |       |  |  |                               |  |  |              |  |
|                                     |                   | Sir Lawrence Palk, II baronetto                | Anne Vansittart                       |  |  |       |  |  |                               |  |  |              |  |
| Elizabeth Malet Palk                |                   | Sir Lawrence Palk, II baronetto                |                                       |  |  |       |  |  |                               |  |  |              |  |
|                                     |                   | Lady Dorothy Elizabeth Vaughan                 | Wilmot Vaughan, I conte di Lisburne   |  |  |       |  |  |                               |  |  |              |  |
|                                     |                   | Lady Dorothy Elizabeth Vaughan                 | Wilmot Vaughan, I conte di Lisburne   |  |  |       |  |  |                               |  |  |              |  |
|                                     |                   | Lady Dorothy Elizabeth Vaughan                 | Dorothy Shafto                        |  |  |       |  |  |                               |  |  |              |  |
|                                     |                   | Lady Dorothy Elizabeth Vaughan                 |                                       |  |  |       |  |  |                               |  |  |              |  |